# Pedro Luis Uriarte Santamarina
Pedro Luis Uriarte Santamarina (Bilbao, 13 de febrero de 1943) es un economista y ejecutivo español. Fue Consejero Delegado y Vicepresidente del Consejo de Administración del Banco Bilbao Vizcaya (BBV) y primer Presidente de Innobasque, la Agencia Vasca de Innovación.

## Trayectoria
Es licenciado en Ciencias Económicas y Empresariales y en Derecho, por la Universidad de Deusto. Fue consejero delegado y vicepresidente del primer Consejo de Administración del Banco Bilbao Vizcaya y después del Banco Bilbao Vizcaya Argentaria, hasta diciembre de 2001.
Inició su carrera profesional en abril de 1967, como jefe de costes en Industrias Metálicas Vizcaínas Metalinas, empresa dedicada a la fabricación de envases metálicos, aerosoles y cápsulas para cierre de botellas. Unos años después de su adquisición, en diciembre de 1967, por la firma multinacional estadounidense Crown Cork Company, pasó a desempeñar el cargo de director administrativo de Metalinas. En 1972 cambió de empresa y se incorporó al departamento central de Business Analysis and Planning de la filial española de General Electric & Co., donde trabajó hasta 1973.
En 1980 fue designado consejero de Economía y Hacienda en el primer gobierno vasco, surgido tras la promulgación del Estatuto de Autonomía del País Vasco. Como tal, fue el presidente de la Comisión Negociadora del Concierto Económico entre la Administración General del Estado de España y la Comunidad Autónoma del País Vasco, que entró en vigor en 1981, tras una larga negociación. Ocupó este cargo a lo largo de toda la primera legislatura del Parlamento Vasco, hasta abril de 1984.
Tras su prejubilación en diciembre de 2001 de sus cargos en BBVA, en 2002 creó Economía, Empresa, Estrategia, empresa de consultoría estratégica en la que ocupa desde entonces la posición de presidente ejecutivo.
Además de su actividad profesional, ha impulsado distintas iniciativas de la sociedad civil, entre las que cabe destacar su papel como primer presidente de Innobasque, la Agencia Vasca de Innovación, en su período fundacional (julio de 2007 - noviembre de 2009). Se trata de una asociación privada, cuyo fin es favorecer e impulsar el desarrollo de la innovación en el País Vasco.
Ha sido también miembro del Comité Estratégico de IK4, y, desde el año 2003, es miembro de la Comisión Estratégica del Centro de Estudios e investigaciones Técnicas de Guipúzcoa - CEIT, centro tecnológico vinculado a la Escuela de Ingenieros Industriales de la Universidad de Navarra, con sede en San Sebastián.
Con el objetivo de difundir y fomentar el conocimiento sobre el Concierto Económico, ha publicado tres libros digitales de carácter gratuito, El Concierto Económico vasco: una visión personal (2015), Nuestro Concierto: claves para entenderlo (2016), y "139 preguntas sobre un Concierto con 139 años de vida" (febrero de 2017). También ha fundado junto con otros ciudadanos y ciudadanas la plataforma cívica e independiente "Comunidad del Concierto - Gurea Kontzertua".

## Premios y reconocimientos
- 1998: mejor empresario vasco, por la Fundación Empresa Vasca y Sociedad.
- 1999: mejor gestor de banca en España (premio concedido por Actualidad Económica y A.T. Kearney).
- 2001: caballero de la Orden de Simón Bolívar, en América Latina.
- 2001: como reconocimiento de su trayectoria bancaria, el 22 de agosto de 2001, la revista británica Retail Banker International designó a Pedro Luis Uriarte mejor banquero de Europa, señalando que, junto con el CEO de un importante banco británico, había sido el mejor banquero europeo en la década de 1990 a 2000.
- 2002: gran cruz del Mérito Civil del Gobierno de España.[3]
- 2005: medalla de Oro de Guipúzcoa, concedida por la Diputación Foral de Guipúzcoa, por su contribución a la recuperación del concierto económico para ese territorio.
- 2009: ocho años después de terminar su carrera bancaria, el diario español El Mundo le situó como uno de los veinte nombres más importantes del mundo, en las finanzas y la economía global en las dos últimas décadas.
- 2009: cónsul de Bilbao, distinción honorífica que concede la Cámara de Comercio, Industria y Navegación de Bilbao a las personas que se han distinguido por potenciar los valores empresariales de esta ciudad.
- 2010: ilustre de Bilbao,[4] una distinción que otorga el Ayuntamiento de esta ciudad a las personas que se han distinguido por su contribución económica y social, a la misma.
- 2011: directivo del año, con motivo de la celebración del VII Congreso de la Confederación Española de Directivos y Ejecutivos.
- 2016: premio Sabino Arana 2016,[5] que reconoce a personalidades, instituciones o colectivos que destacan por su capacidad de entrega y vocación de servicio a la sociedad.
- 2017: premio Ekonomista Saria 2017 del Colegio Vasco de Economistas - Ekonomisten Euskal Elkargoa por su trayectoria profesional.[6]
- 2019: premio Korta 2019[7]